# Groesbeek
Groesbeek es una población y un municipio de la provincia de Güeldres en los Países Bajos, al sur de la región de Nimega. Al este limita con Alemania. Cuenta con una superficie de 44,14 km ² y una población el 1 de enero de 2014 de 18.977 habitantes, lo que supone una densidad de 429 h/km².
Además de la aldea de Groesbeek, donde se encuentra el ayuntamiento, forman el municipio Berg en Dal, Heilig Landstichting, De Horst, Breedeweg y parte de Beek-Ubbergen. Está previsto que el 1 de enero de 2015 se fusione con Millingen aan de Rijn y Ubbergen para crea un nuevo municipio que al menos durante el primer año conservará el nombre de Groesbeek.

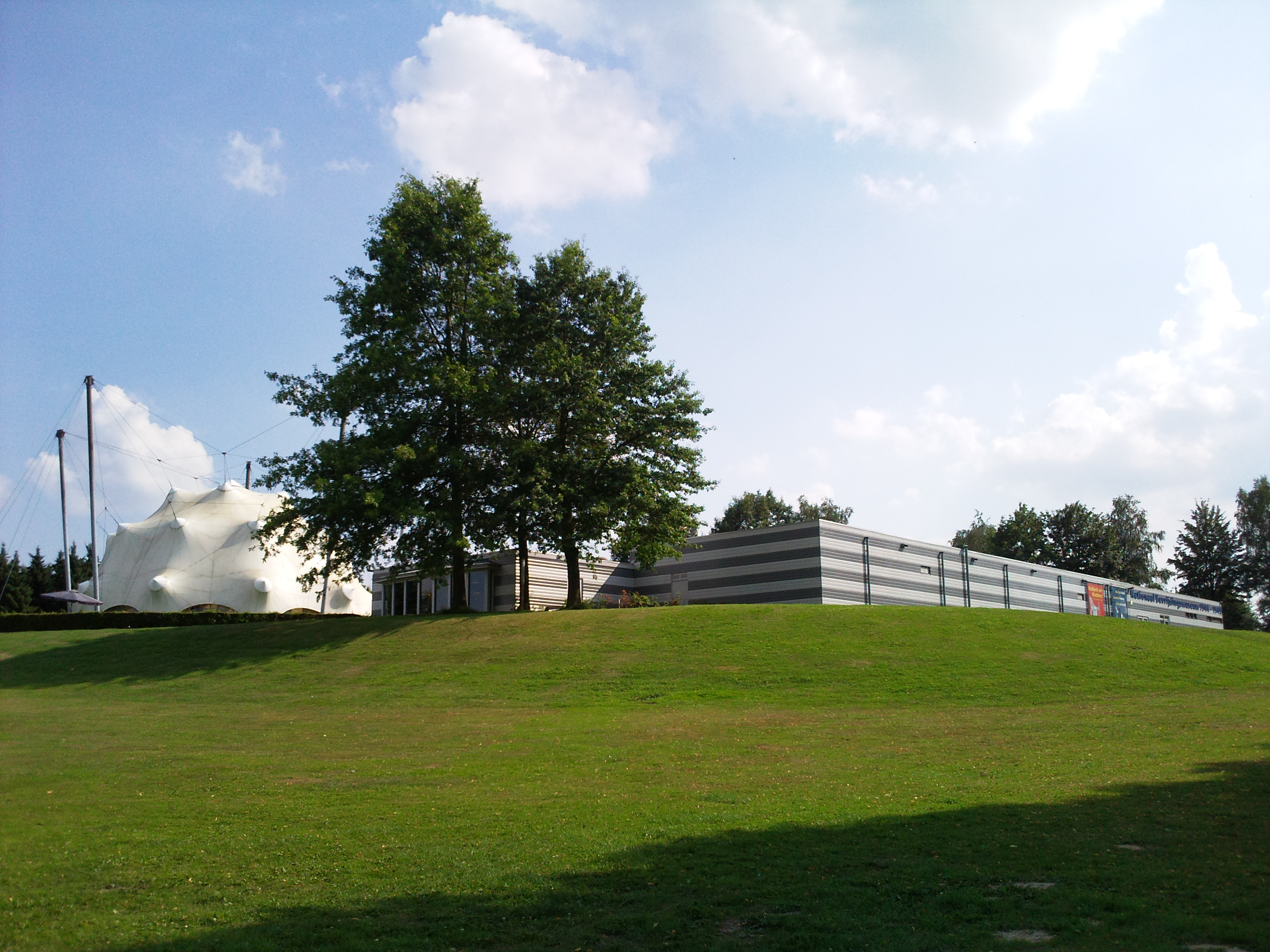
Museo Nacional de la Liberación, 1944-1945

Groesbeek es famoso por haber sido uno de los escenarios de la Operación Market Garden, desencadenada durante la Segunda Guerra Mundial el 17 de septiembre de 1944 con el lanzamiento de miles de paracaidistas aliados con intención de tomar algunos puentes sobre el Rin desde los que lanzar la invasión de Alemania. El fracaso de la operación colocó a Groesbeek en la línea de frente hasta el mes de febrero de 1945. El Museo Nacional de la Liberación 1944-1945, a las afueras de Groesbeek, sobre la colina estratégica en la que se libraron los combates, y el cementerio de los soldados canadienses, conmemoran aquellos hechos.

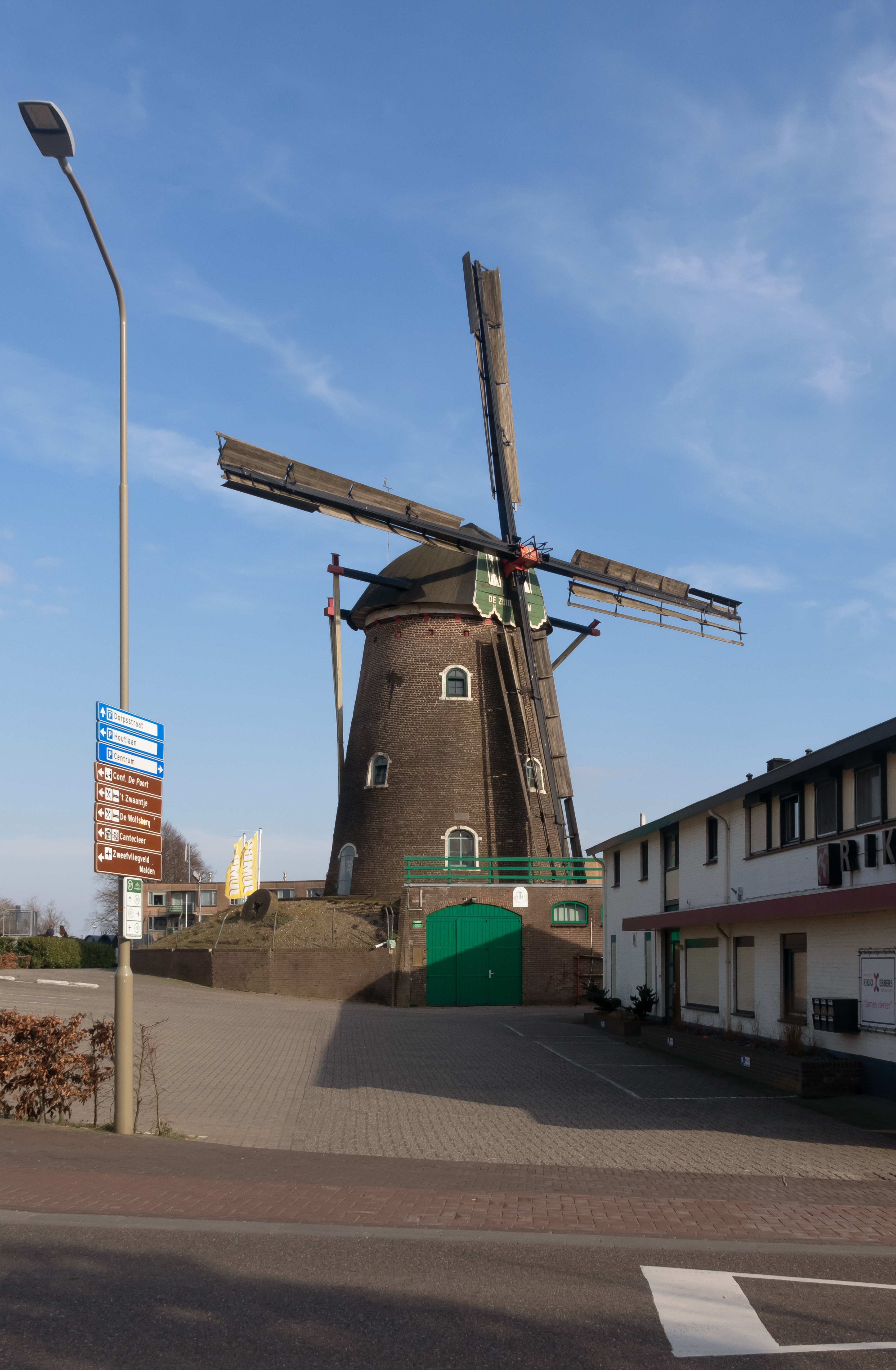
Groesbeek, el molino Zuidmolen

En el municipio se encuentran además dos museos al aire libre: el Museo de África, y el Museumpark Orientalis, antes llamado Museo Bíblico al Aire Libre, y originalmente Fundación Tierra Santa, concebido en 1911 como una recreación de los santos lugares para los cristianos no pudiesen peregrinar a ellos.